# Séparation de biens en droit français
Pour un article plus général, voir Séparation de biens.
 (février 2023).
Si vous disposez d'ouvrages ou d'articles de référence ou si vous connaissez des sites web de qualité traitant du thème abordé ici, merci de compléter l'article en donnant les références utiles à sa vérifiabilité et en les liant à la section « Notes et références ».
En droit français, le régime de séparation de biens est un régime matrimonial qui s'applique aux époux en raison soit d'un contrat de mariage, soit d'une décision de justice prise dans le cadre de la séparation du couple. Sous ce régime matrimonial, tous les biens qui existent au jour du mariage et tous ceux acquis au cours de celui-ci restent la propriété exclusive de leur titulaire. 
C'est la consécration de l'indépendance des patrimoines. Chaque époux est propriétaire des biens existant avant le mariage, de ceux reçus par donation, legs ou héritage, ou encore acquis avec ses revenus. C'est pourquoi il est souvent choisi lorsque l'un des époux exerce une profession à risques et veut préserver son conjoint des dettes qu'il est susceptible de contracter dans le cadre de l'exercice de son activité.
La séparation de biens est le régime privilégié pour les dons manuels, donations indirectes ou déguisées, car les éventuelles contestations sur la validité du don deviennent alors plus rares.

## Pendant le mariage

Représentation schématique du régime matrimonial de la séparation de biens.

Chaque époux gère librement ses revenus et ses biens sous réserve de pourvoir à l'entretien des enfants et du ménage en fonction de ses ressources.
Il n'existe pas de masse commune entre les époux, mais une masse indivise composée des biens :
- Acquis par les époux ensemble au nom de l'un et de l'autre, soit à titre gratuit, soit à titre onéreux.
- Pour lesquels aucun des époux ne peut prouver la propriété exclusive : ils sont indivis par moitié entre les époux.

Corrélativement, il y a séparation des dettes, chaque époux étant seul chargé du passif personnel antérieur ou postérieur au mariage.
Néanmoins, il reste possible d'inclure dans le contrat de mariage une clause de société d'acquêts. Les biens composant alors cette société d'acquêts seront administrés conjointement par les époux.

## À la dissolution du mariage

### Partage des biens
À la dissolution du régime séparatiste, chacun des époux reprend ses biens personnels.
En cas de difficulté pour déterminer qui est le propriétaire du bien acheté pendant le mariage par les époux, il faut appliquer le principe selon lequel seul le titre de propriété fait foi de la qualité de propriétaire. Le critère tiré du mode de financement de l'opération ou de l'origine des deniers nécessaires au paiement du prix est sans incidence. La Cour de cassation a rappelé, dans un arrêt du 31 mai 2005, le principe de la primauté du titre sur la finance à propos de titres de capitalisation, dont :
- Le cas échéant, l'époux « appauvri » a droit à une indemnité,
- Les présomptions de preuves de propriété prévues dans le contrat de mariage peuvent être renversées.

Les biens indivis sont partagés. Par le jeu de l'effet déclaratif du partage, l'époux qui se voit attribuer un lot est réputé en être le seul propriétaire dès la date du partage. Les droits réels que l'autre époux avaient constitué sur ce bien (hypothèque) peuvent donc être levés.
C'est souvent lors d'une séparation que ce régime peut s'avérer complexe. En effet, il convient de garder les preuves d'achat de chacun des biens. Or, les époux l'oublient la plupart du temps. Dès lors, la situation peut s'avérer très compliquée pour opérer une répartition de biens entre chaque époux.

### Attribution préférentielle
En application du principe selon lequel « nul n'est tenu de rester dans l'indivision », le partage des biens indivis peut intervenir en cours de régime, à la demande d'un époux, d'un créancier personnel ou du liquidateur de l'un des époux. Dans ce cas, l'attribution préférentielle d'un bien à l'un des époux reste possible.

### Indemnité
Il est fréquent que l'époux qui a participé à l'activité professionnelle de son conjoint lui réclame, une fois le mariage dissous, une rémunération. S'il prouve que sa participation est allée au-delà de son obligation de contribuer aux charges du mariage, il reçoit alors une indemnité.